# Gabriel Bataille
Gabriel Bataille (* um 1575 in der Brie; † 17. Dezember 1630 in Paris) war ein französischer Lautenist und Komponist.
Bataille lebte und wirkte am französischen Königshof. Dort bekleidete er die Stellung eines Musikmeisters, zunächst bei Maria von Medici, die die Regentschaft für ihren Sohn Ludwig XIII. innehatte, danach für die Ehefrau Ludwigs, Anna von Österreich. 
Von ihm sind neun Bücher mit Airs de Cour und Airs à boire (Trinklieder) für Singstimme und Laute überliefert. Zwischen 1608 und 1615 erschienen sechs Sammlungen (Livres) unter dem Titel Airs de différentes autheurs, mis en tabulature de luth par Gabriel Bataille. Von Bataille stammen außerdem zahlreiche Ballettmusiken für den Gebrauch bei Hofe. Einzelne Werke finden sich in verschiedenen zeitgenössischen Sammlungen des Pariser Verlegers Robert Ballard.